# 法爾曼斯巴赫河
48°02′04″N 11°05′54″E / 48.034407°N 11.098398°E

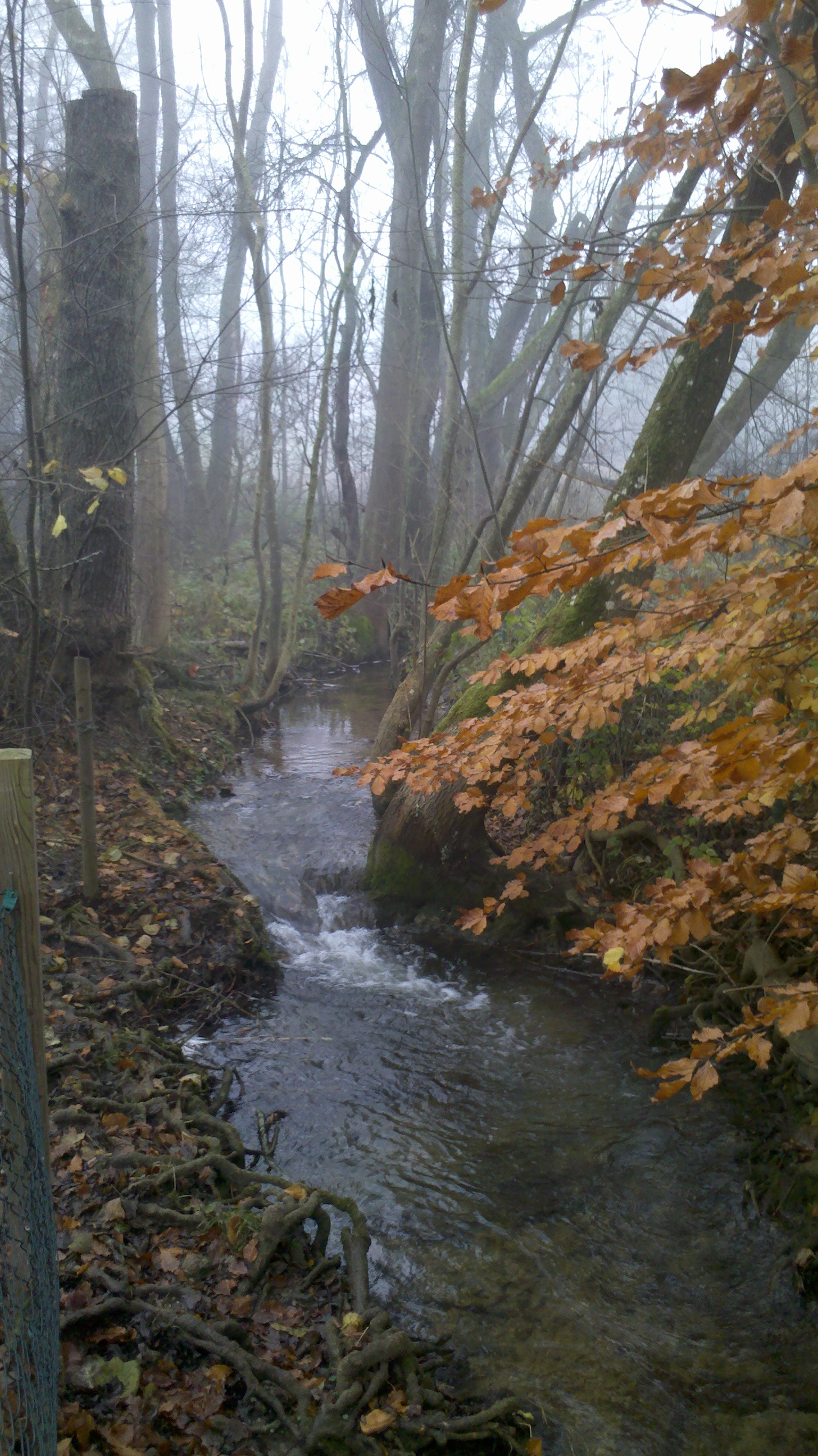

法爾曼斯巴赫河是德國的河流，位於該國東南部，由巴伐利亞負責管轄，屬於阿默湖的支流，河道全長0.6公里，流域面積3.3平方公里。